# Westervelt (Illinois)
Westervelt es un lugar designado por el censo ubicado en el condado de Shelby en el estado estadounidense de Illinois. En el Censo de 2010 tenía una población de 128 habitantes y una densidad poblacional de 574,66 personas por km².

## Geografía
Westervelt se encuentra ubicado en las coordenadas 39°28′45″N 88°51′40″O / 39.47917, -88.86111. Según la Oficina del Censo de los Estados Unidos, Westervelt tiene una superficie total de 0.22 km², de la cual 0.22 km² corresponden a tierra firme y (0%) 0 km² es agua.

## Demografía
Según el censo de 2010, había 128 personas residiendo en Westervelt. La densidad de población era de 574,66 hab./km². De los 128 habitantes, Westervelt estaba compuesto por el 100% blancos, el 0% eran afroamericanos, el 0% eran amerindios, el 0% eran asiáticos, el 0% eran isleños del Pacífico, el 0% eran de otras razas y el 0% pertenecían a dos o más razas. Del total de la población, el 0% eran hispanos o latinos de cualquier raza.